# Neobythitoides serratus
Neobythitoides serratus är en fiskart som beskrevs av Nielsen och H. Machida 2006. Neobythitoides serratus ingår i släktet Neobythitoides och familjen Ophidiidae. Inga underarter finns listade i Catalogue of Life.